# Daniel Rono
Daniel Kipkurgat Rono (13 luglio 1978) è un ex maratoneta keniota.

## Palmarès
| Anno | Manifestazione | Sede    | Evento   | Risultato | Prestazione | Note |
| ---- | -------------- | ------- | -------- | --------- | ----------- | ---- |
| 2009 | Mondiali       | Berlino | Maratona | dns       | dns         |      |

## Altre competizioni internazionali
2001
- 21º alla Mezza maratona di Eldoret ( Eldoret) - 1h04'58"
- Argento alla Mezza maratona di Maastricht ( Maastricht) - 1h05'15"
- Oro alla Fish Potato Run ( Emmeloord), 12,8 km - 38'51"
- Argento alla Singelloop ( Gouda) - 28'38"
- 4º alla Dommelloop ( 's-Hertogenbosch) - 28'52"
- 6º alla Kö-Lauf ( Düsseldorf) - 28'57"

2002
- Oro alla Mezza maratona di Groningen ( Groninga) - 1h00'14"
- Bronzo alla Mezza maratona di Zwolle ( Zwolle) - 1h03'08"
- Argento alla Zeebodemloop, 10 miglia ( Lelystad) - 48'13"
- 4º alla Oelder Citylauf ( Oelde) - 28'57"
- Bronzo alla Zwitserloot Dak Run ( Groesbeek) - 29'06"
- Oro alla Stadloop ( Appingedam) - 29'23"

2003
- 5º alla Stramilano ( Milano) - 1h01'39"
- 6º alla Mezza maratona di Lilla ( Lilla) - 1h02'00"
- Oro alla Mezza maratona di Saint Denis ( Saint-Denis) - 1h02'13"
- 10º all'Humarathon ( Vitry-sur-Seine) - 1h03'43"
- 8º al Giro al Sas ( Trento) - 29'13"
- Argento al Mattoni Grand Prix ( Praga) - 28'32"
- 8º al Giro Media Blenio ( Dongio) - 29'08"

2004
- 4º alla Mezza maratona di Berlino ( Berlino) - 1h01'26"
- Argento alla Maratonina di Primavera ( Merano) - 1h03'12"
- Oro alla Mezza maratona di Torino ( Torino) - 1h03'19"
- 8º alla 15 km di Le Puy-en-Velay ( Le Puy-en-Velay) - 44'48"
- 5º al Memorial Peppe Greco ( Scicli) - 29'42"

2005
- Oro alla Maratona di Madrid ( Madrid) - 2h12'29"
- 4º alla Mezza maratona di Praga ( Praga) - 1h02'49"

2006
- Oro alla Maratona di Toronto ( Toronto) - 2h10'14"
- Oro alla Maratona di Mumbai ( Mumbai) - 2h12'03"

2007
- Argento alla Maratona di Toronto ( Toronto) - 2h09'35"
- Bronzo alla Maratona di Parigi ( Parigi) - 2h10'28"
- 8º alla Mezza maratona di Parigi ( Parigi) - 1h02'10"
- 17º alla Mezza maratona di Ras Al Khaimah ( Ras al-Khaima) - 1h03'07"

2008
- Bronzo alla Maratona di New York ( New York) - 2h11'22"
- Argento alla Maratona di Rotterdam ( Rotterdam) - 2h06'57"
- 12º alla Mezza maratona di Rotterdam ( Rotterdam) - 1h00'26"

2009
- Argento alla Maratona di Boston ( Boston) - 2h09'32"

2010
- Bronzo alla Maratona di Toronto ( Toronto) - 2h08'14"
- 7º alla Maratona di Rotterdam ( Rotterdam) - 2h09'49"
- 21º alla Obudu International Mountain Race ( Obudu), 11,5 km - 48'58"

2011
- 6º alla Maratona di Lubiana ( Lubiana) - 2h10'11"

2012
- 5º alla Maratona di Ottawa ( Ottawa) - 2h11'59"
- Argento alla Maratona di Torino ( Torino) - 2h11'40"
- Bronzo alla Maratona di Marrakech ( Marrakech) - 2h09'50"

2013
- Bronzo alla Maratona di Pechino ( Pechino) - 2h07'20"
- 14º alla Chongqing International Marathon ( Chongqing) - 2h20'11"

2014
- Bronzo alla Maratona di Marrakech ( Marrakech) - 2h09'07"
- 6º alla Maratona di Seul ( Seul) - 2h09'15"

2015
- Bronzo alla Maratona di Buenos Aires ( Buenos Aires) - 2h14'0)"

2016
- 9º alla Maratona di Santa Monica ( Santa Monica) - 2h20'40"